# Guam i olympiska sommarspelen 2020
Guam deltog med en trupp på fem idrottare vid de olympiska sommarspelen 2020 i Tokyo som hölls mellan den 23 juli och 8 augusti 2021 efter att ha blivit framflyttad ett år på grund av covid-19-pandemin. Det var nionde raka sommar-OS som Guam deltog vid. Ingen av landets deltagare erövrade någon medalj.

## Brottning
Damernas fristil
| Brottare       | Gren  | Åttondelsfinal        | Kvartsfinal          | Semifinal            | Återkval             | Final / BM           | Final / BM |
| Brottare       | Gren  | Motståndare Resultat  | Motståndare Resultat | Motståndare Resultat | Motståndare Resultat | Motståndare Resultat | Placering  |
| -------------- | ----- | --------------------- | -------------------- | -------------------- | -------------------- | -------------------- | ---------- |
| Rckaela Aquino | 53 kg | Bat-Ochir (MGL) L 0–5 | Gick inte vidare     | Gick inte vidare     | Gick inte vidare     | Gick inte vidare     | 14         |

## Friidrott
Förkortningar
- Notera– Placeringar avser endast det specifika heatet.
- Q = Tog sig vidare till nästa omgång
- q = Tog sig vidare till nästa omgång som den snabbaste förloraren eller, i teknikgrenarna, genom placering utan att nå kvalgränsen
- i.u. = Omgången fanns inte i grenen
- Bye = Idrottaren behövde inte tävla i omgången

Gång- och löpgrenar
| Idrottare     | Gren           | Kval     | Kval      | Heat             | Heat             | Semifinal        | Semifinal        | Final            | Final            |
| Idrottare     | Gren           | Resultat | Placering | Resultat         | Placering        | Resultat         | Placering        | Resultat         | Placering        |
| ------------- | -------------- | -------- | --------- | ---------------- | ---------------- | ---------------- | ---------------- | ---------------- | ---------------- |
| Regine Tugade | Damernas 100 m | 12,17    | 4         | Gick inte vidare | Gick inte vidare | Gick inte vidare | Gick inte vidare | Gick inte vidare | Gick inte vidare |

## Judo
| Idrottare      | Gren                              | 32-delsfinal          | Sextondelsfinal      | Åttondelsfinal       | Kvartsfinal          | Semifinal            | Återkval             | Final / BM           | Final / BM       |
| Idrottare      | Gren                              | Motståndare Resultat  | Motståndare Resultat | Motståndare Resultat | Motståndare Resultat | Motståndare Resultat | Motståndare Resultat | Motståndare Resultat | Placering        |
| -------------- | --------------------------------- | --------------------- | -------------------- | -------------------- | -------------------- | -------------------- | -------------------- | -------------------- | ---------------- |
| Joshter Andrew | Herrarnas halv mellanvikt (81 kg) | Murodov (TJK) L 00–11 | Gick inte vidare     | Gick inte vidare     | Gick inte vidare     | Gick inte vidare     | Gick inte vidare     | Gick inte vidare     | Gick inte vidare |

## Simning
| Idrottare       | Gren                   | Heat    | Heat      | Semifinal        | Semifinal        | Final            | Final            |
| Idrottare       | Gren                   | Tid     | Placering | Tid              | Placering        | Tid              | Placering        |
| --------------- | ---------------------- | ------- | --------- | ---------------- | ---------------- | ---------------- | ---------------- |
| Jagger Stephens | Herrarnas 100 m frisim | 52,72   | 57        | Gick inte vidare | Gick inte vidare | Gick inte vidare | Gick inte vidare |
| Mineri Gomez    | Damernas 100 m frisim  | 1.04,00 | 51        | Gick inte vidare | Gick inte vidare | Gick inte vidare | Gick inte vidare |